# فيريون معدل
يُستخدَم مصطلح الخلية المعدلة (kodecyte) لوصف الخلايا ذات البنية التي تتكون من دهن ومباعد ووظيفة (FSL) القابلة للاكتشاف، وبالمثل، يُستخدَم مصطلح الفيريون المعدل لوصف الفيريونات ذات البنية التي تتكون من دهن ومباعد ووظيفة (FSL) القابلة للاكتشاف.
إن طريقة وسم الفيريونات ذات البنية التي تتكون من دهن ومباعد ووظيفة (FSL) القابلة للاكتشاف بسيطة وغير تساهمية، كما أنها تتضمن فقط عملية تحضين للفيريون في محلول ملحي لساعاتٍ قليلة – ولا شيء آخر مطلوب. وستندمج بنية FSL بشكل تلقائي ومتوازن وبطريقة كمية مع غشاء الفيريون. ويتم وسم الفيريونات بعلامة المشع ((FSL-FLRO4)) واليود المشع (FSL-125I). قد يبدو أن FSL-FLRO4 يقوم بوسم الفيريونات بطريقةٍ تعتمد على الجرعة ويمكن تصويره مرئيًا عن طريق التدفق الخلوي إما بطريقةٍ مباشرة، أو غير مباشرة إذا ارتبط الفيريون بالخلية أو انصهر مع غشاء الخلية. ولا يبدو أن البُنيات التي تتكون من دهن ومباعد ووظيفة القابلة للاكتشاف (FSLs) تؤثر تأثيرًا كبيرًا على نشاط العدوى لدى الفيريونات أو قدرتها على ربط الخلايا المستهدفة، ربما لأنها تندمج في الغشاء دون تعريض الفيريون إلى العوامل الكيميائية أو تعديل التساهمية